# Севрюгин, Георгий Васильевич
Гео́ргий Васи́льевич Севрю́гин (1914, Воткинский завод, Вятская губерния — 1954, Ижевск) — советский конструктор стрелкового оружия.

## Биография
Родился в поселке Воткинского завода Сарапульского уезда Вятской губернии. В 1930—1933 годы учился в Горьковском авиастроительном техникуме.
С 1938 года работал на заводе № 180 в Ижевске (впоследствии — Ижевский машиностроительный завод). В 1942 году перешёл работать на завод № 622 (ныне — Ижевский механический завод) конструктором-изобретателем в отдел 58. В 1945 году назначен начальником исследовательского бюро.
Конструктор первых спортивных пистолетов Ижевского механического завода — Р-3 и Р-4. В 1947—1948 гг. участвовал в конкурсе на разработку самозарядного пистолета для замены пистолета ТТ.